# As in a Looking Glass (film 1903)
As in a Looking Glass (How Tommy Got a Pull on His Grandpa) è un cortometraggio muto del 1903 prodotto dalla American Mutoscope & Biograph.
Il filmato è uno dei primi esempi di genere comico basati sul tema dei "ragazzini dispettosi", che tanta fortuna avrà nel cinema fin dalle origini. Il soggetto è molto simile a quello presentato dalla Edison in A Wringing Good Joke (1899).
Il regista e gli interpreti del cortometraggio non sono accreditati e se ne ignora l'identità.

## Trama
Nel soggiorno di casa, il nonno sta leggendo il giornale. Il nipote dispettoso usa una corda per legare - non visto - la sedia al cassetto di un mobile della stanza accanto, attraverso un foro nella parete. Quando la madre tira il cassetto per aprirlo, la corda fa cadere la sedia del nonno e il ragazzo se la ride divertito.

## Produzione
Il film fu prodotto dall'American Mutoscope & Biograph.

## Distribuzione
Distribuito dall'American Mutoscope & Biograph, uscì nelle sale cinematografiche USA il 29 maggio 1903.
Copia della pellicola viene conservata negli archivi della Library of Congress.